# Schalenturm

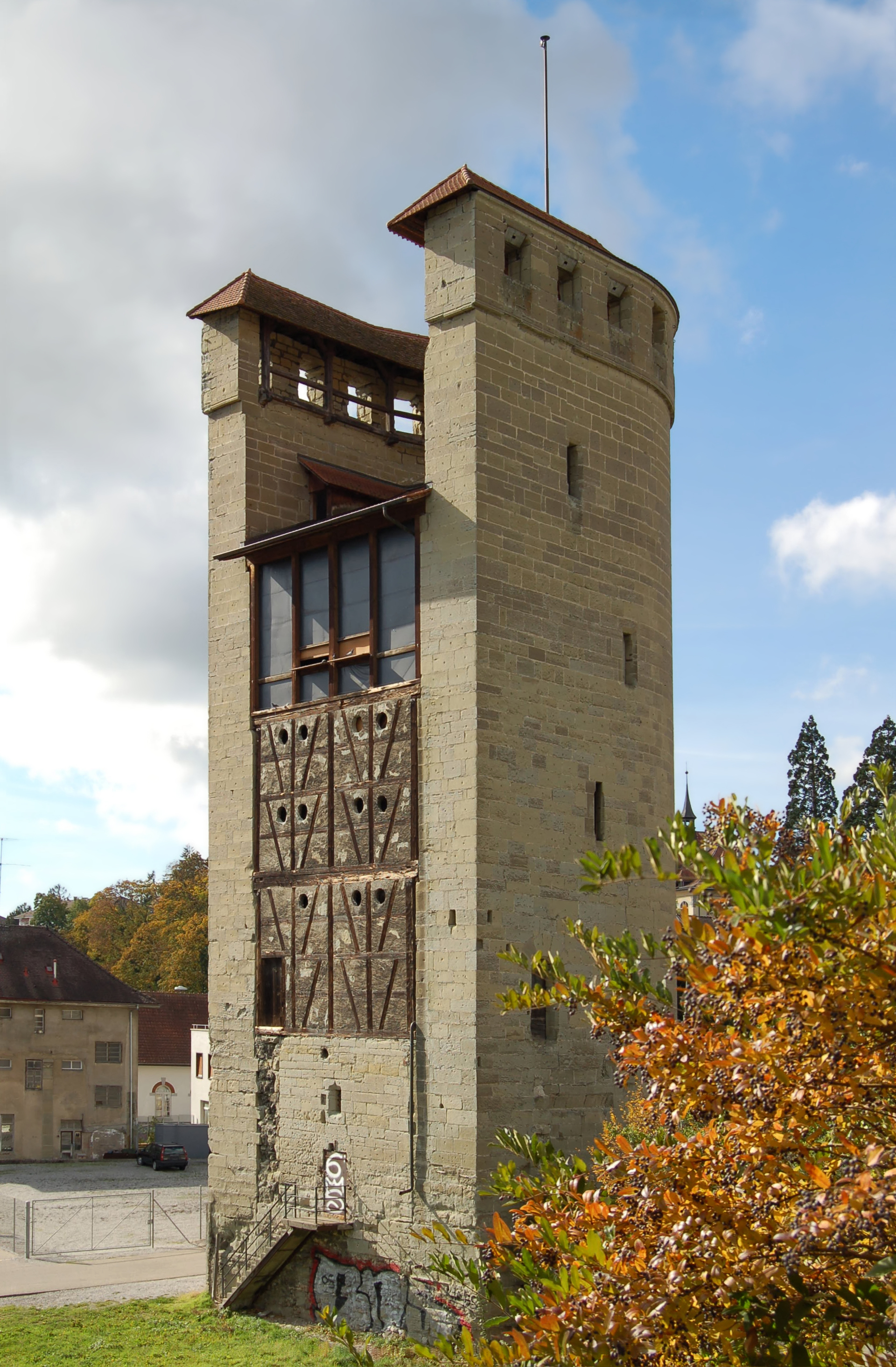
Schalenturm in der Stadtmauer von Freiburg im Üechtland

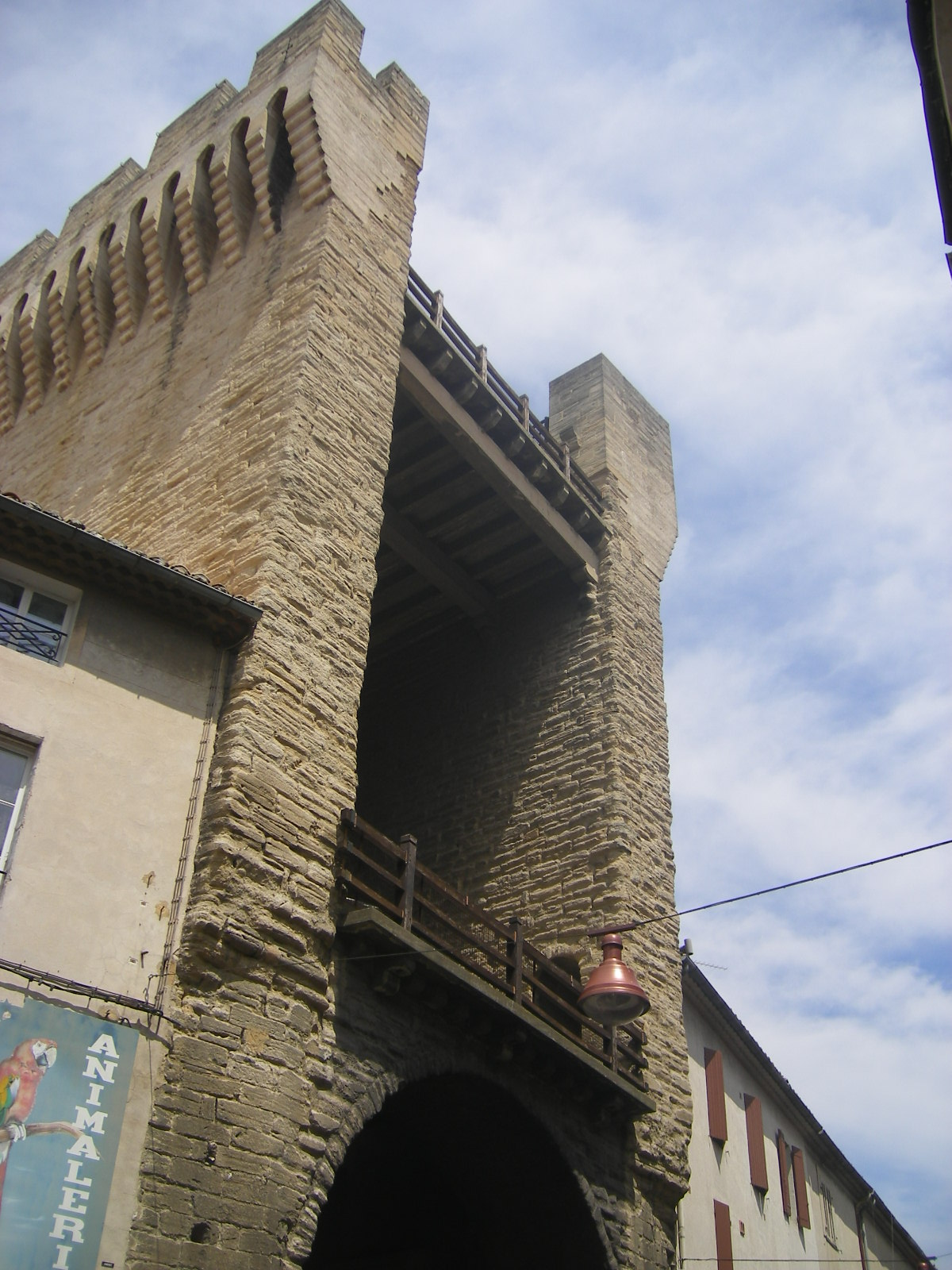
Porte d'Orange in Carpentras, als Schalenturm errichtetes Stadttor

Ein Schalenturm (auch Hohlturm, Halbturm, Halbschalenturm, offener Turm, Schanzturm oder Schalturm genannt) ist ein steinerner Wehrturm in einer äußeren Mauer, der auf der Rückseite offen oder dort in einer leichten Bauweise ausgeführt ist. Türme dieser Art wurden zum Beispiel bei Stadtmauern verwendet. Auch Stadttore können in Form eines Schalenturms errichtet sein. Schalentürme sind an der Rückseite offen, damit der eingedrungene Feind keine Deckung finden konnte, sobald er die erste Mauer überwunden hatte. Außerdem spart diese Bauweise Kosten und Baumaterial.

## Beschreibung
Im Gegensatz zu Volltürmen, die rundum von Mauern umgeben waren, waren Schalentürme an der Innenseite, also beispielsweise zur Stadtseite oder zur Kernburg hin, offen. Auf dieser Seite war in den einzelnen Geschossen ein Holzgeländer angebracht, um Menschen und Gegenstände vor dem Herunterfallen zu schützen. Teilweise wurde später die offene Seite mit Holzverschalungen oder mit leichten Fachwerkwänden geschlossen.
Die meisten Schalentürme hatten einen halbkreisförmigen Grundriss, es gab aber auch solche mit viereckigem Grundriss.

## Beispiele
Halbrunde Schalentürme
- Bergerschanzturm in Aachen, Deutschland
- Endingerturm in Rapperswil, Schweiz
- Haldenturm in Rapperswil, Schweiz
- Karlsturm in Aachen
- Schildturm in Aachen
- Wehrturm am Gänsbühl in Ravensburg, Deutschland

Stadtmauertürme in
- Dinkelsbühl, Deutschland
- Bad Hersfeld, Deutschland
- Einbeck, Deutschland
- Freiburg im Üechtland, Schweiz

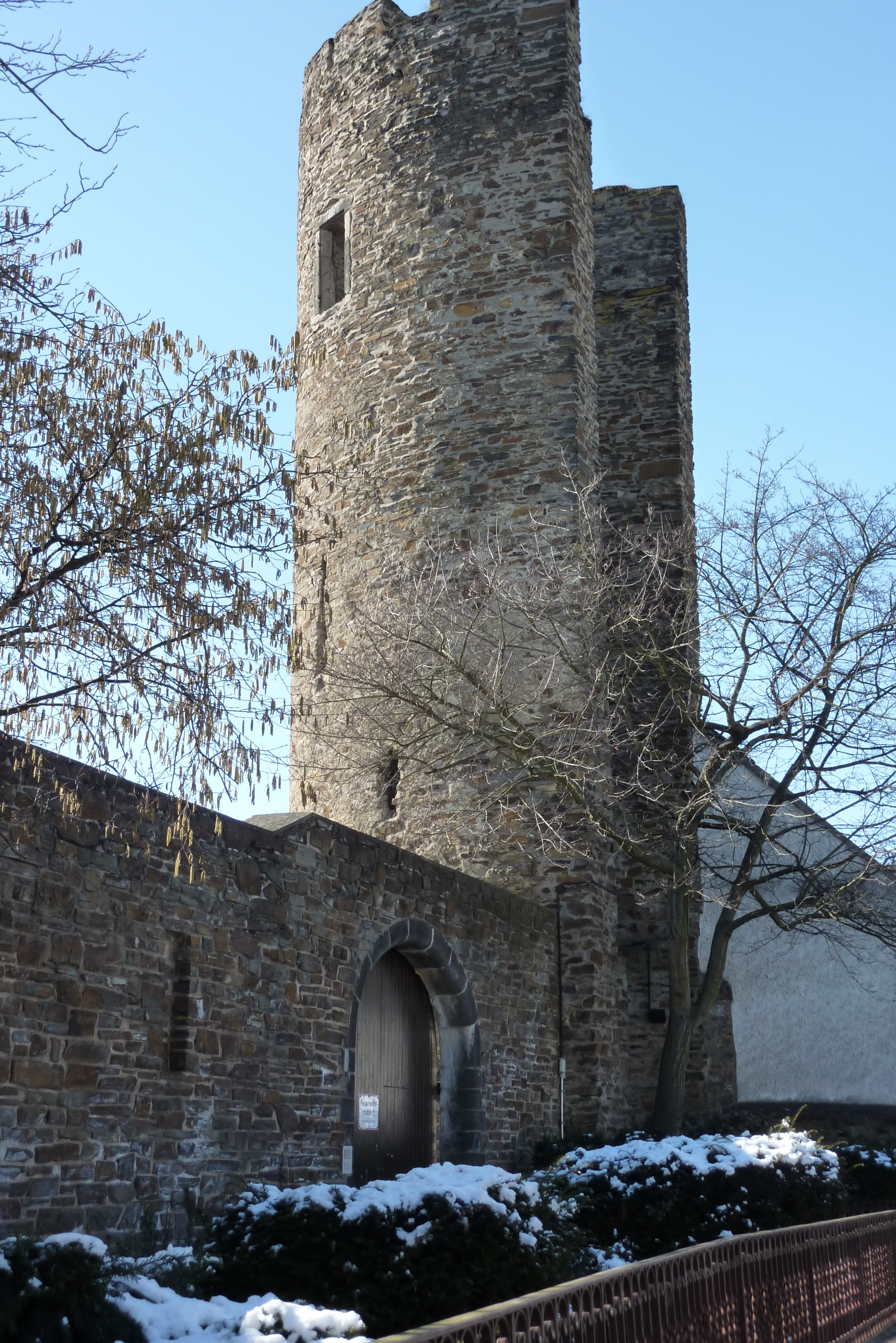
Bitzenturm, Ahrweiler
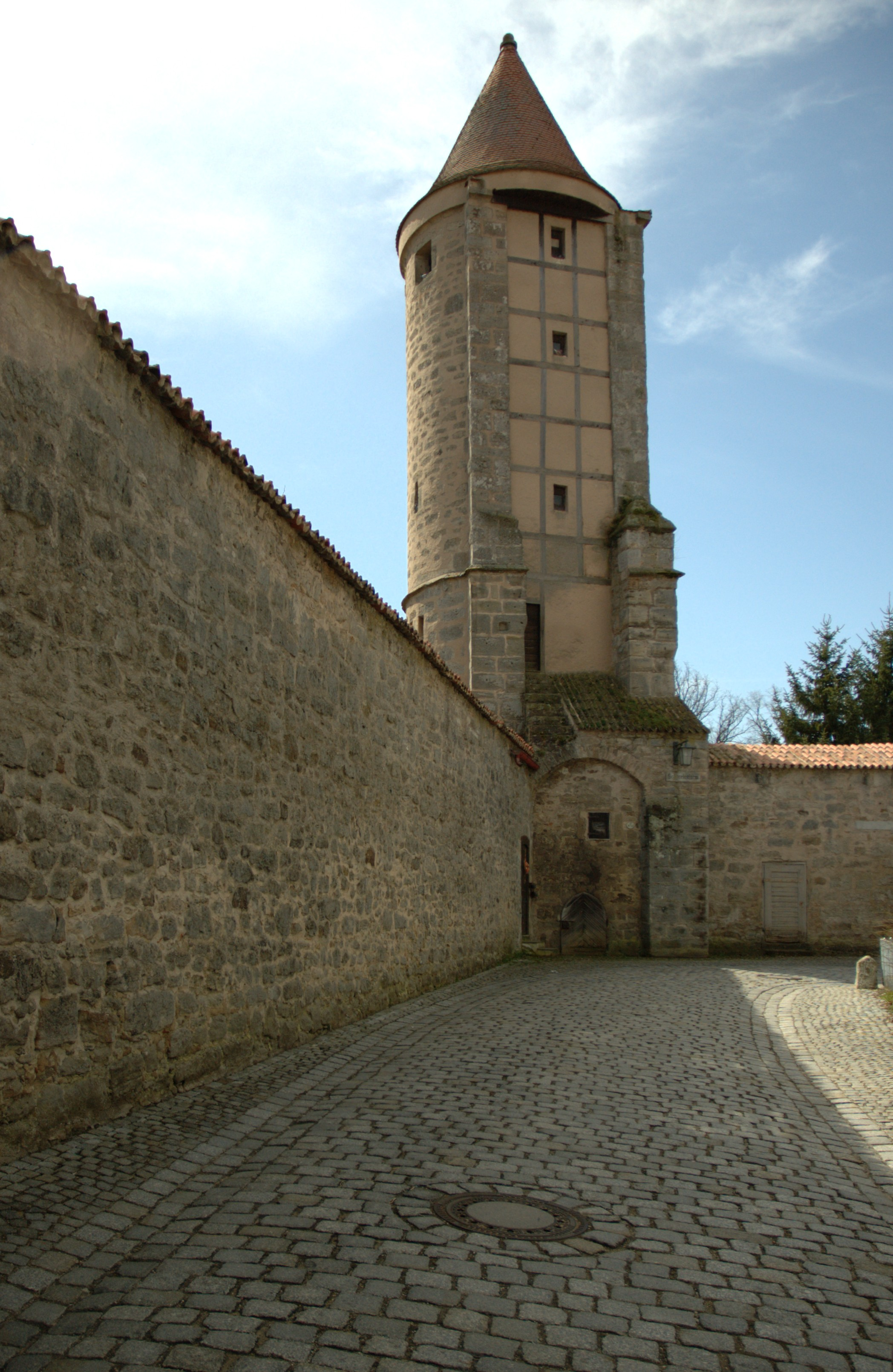
Dinkelsbühl
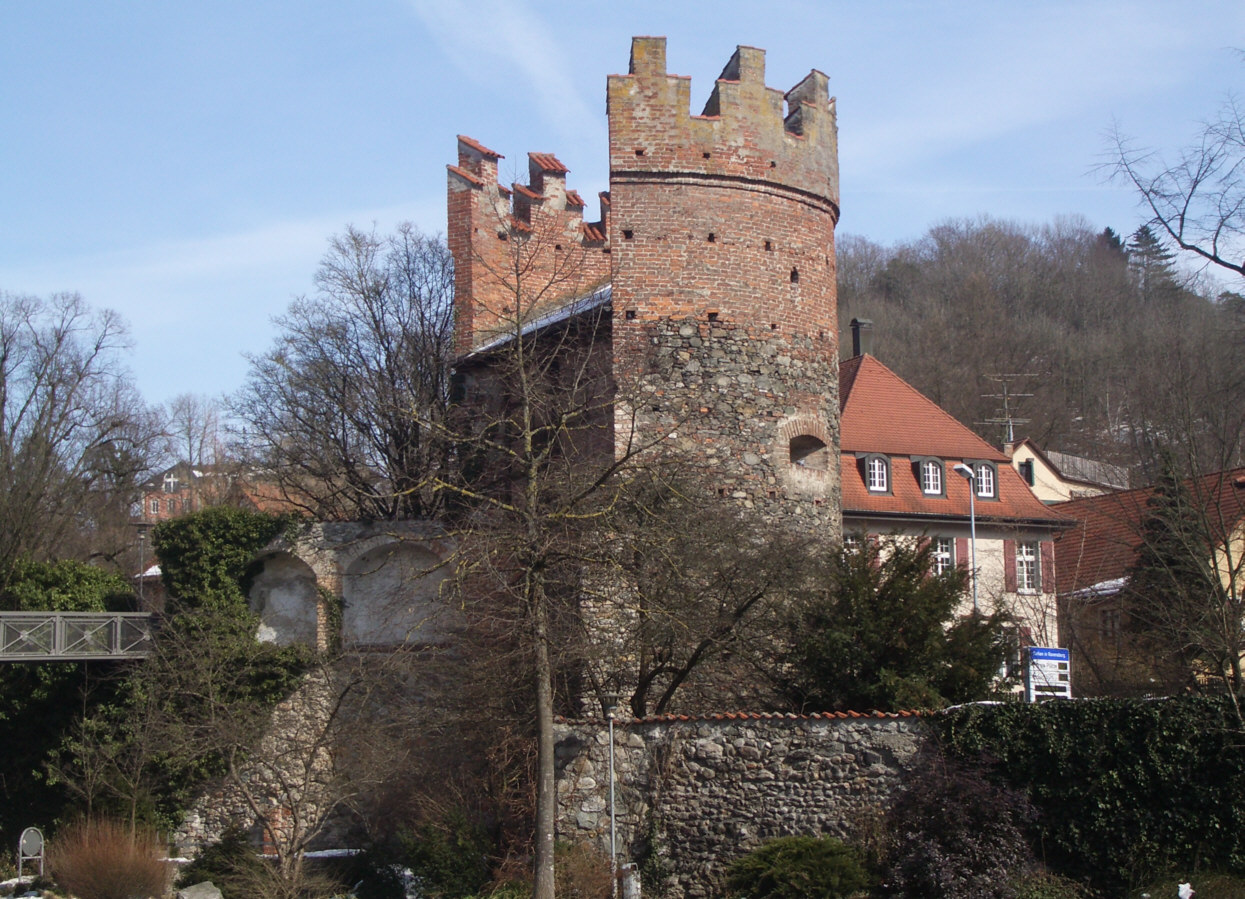
Ravensburg
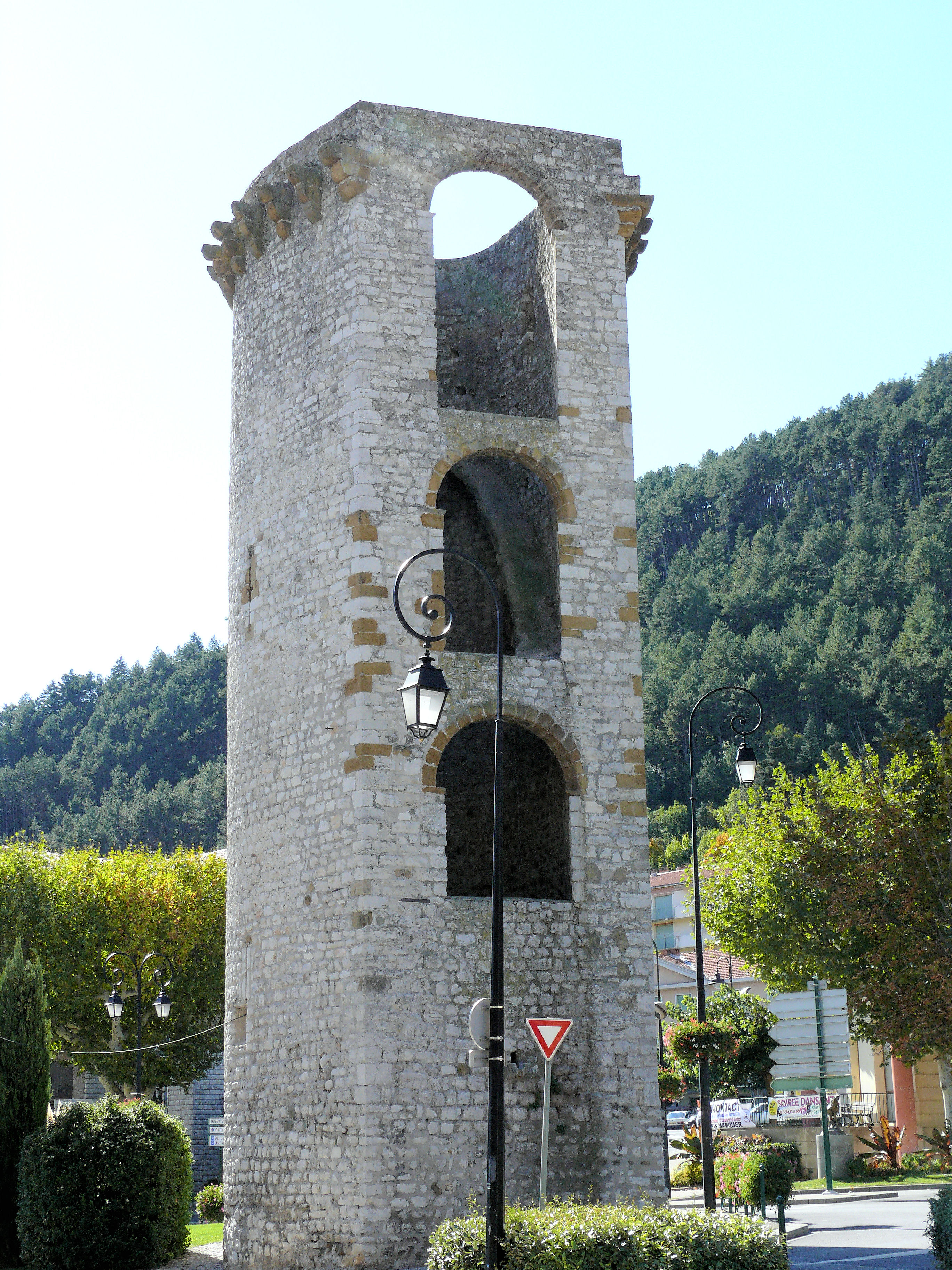
Sisteron (Südfrankreich)

Viereckige Schalentürme
- Krichelenturm in Aachen
- Schänzchen in Aachen
- Porte d'Orange in Carpentras, Frankreich

Stadtmauertürme in
- Payerne, Schweiz
- Ston, Kroatien
- Głogów, Polen
- Avignon und Aigues-Mortes (Zeichnung)

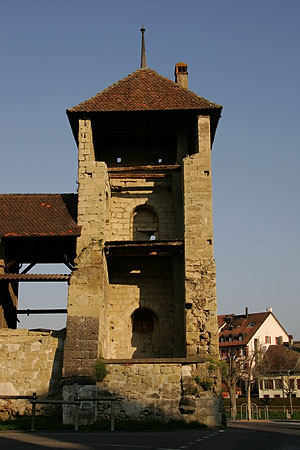
Payerne
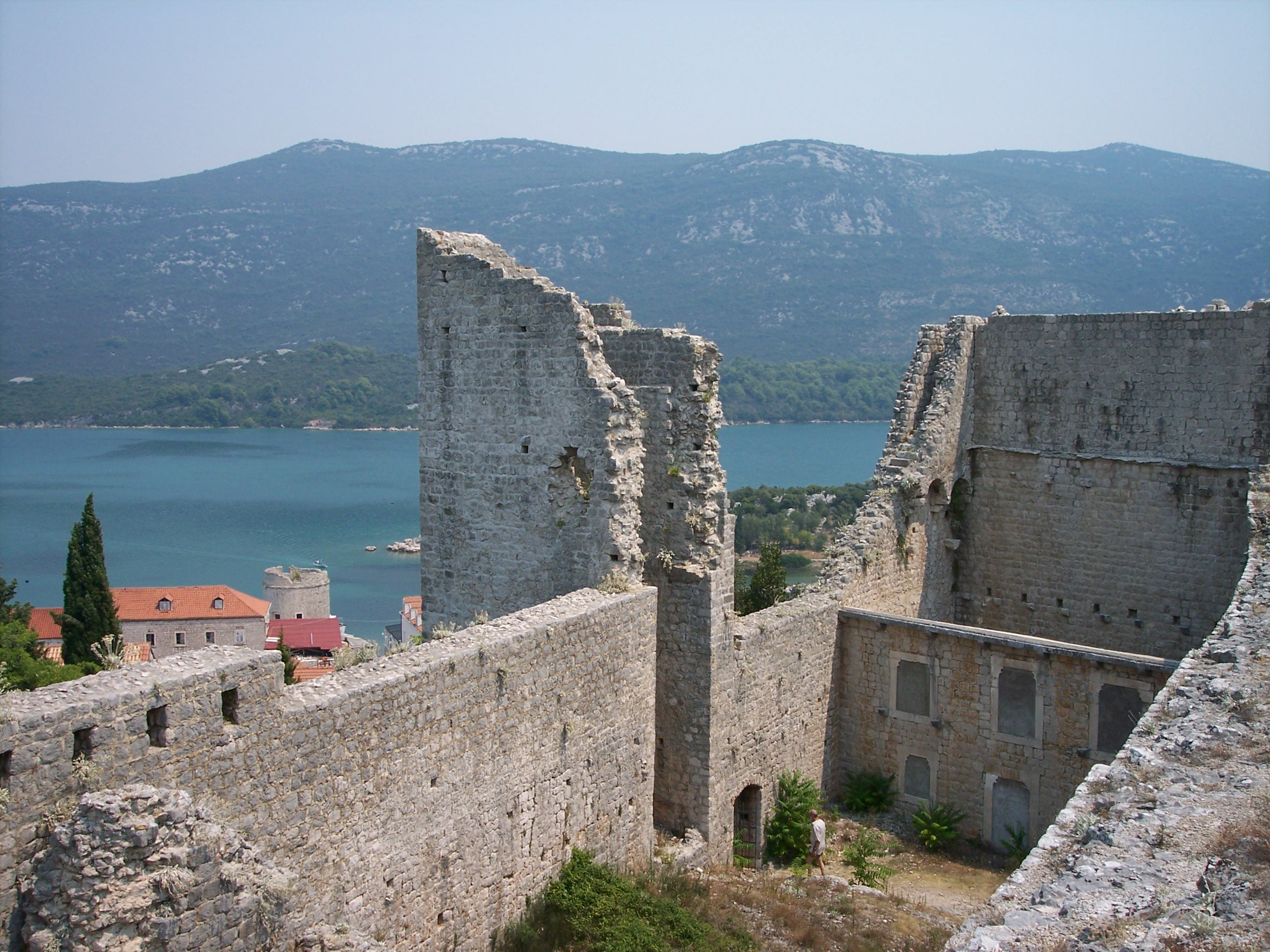
Ston
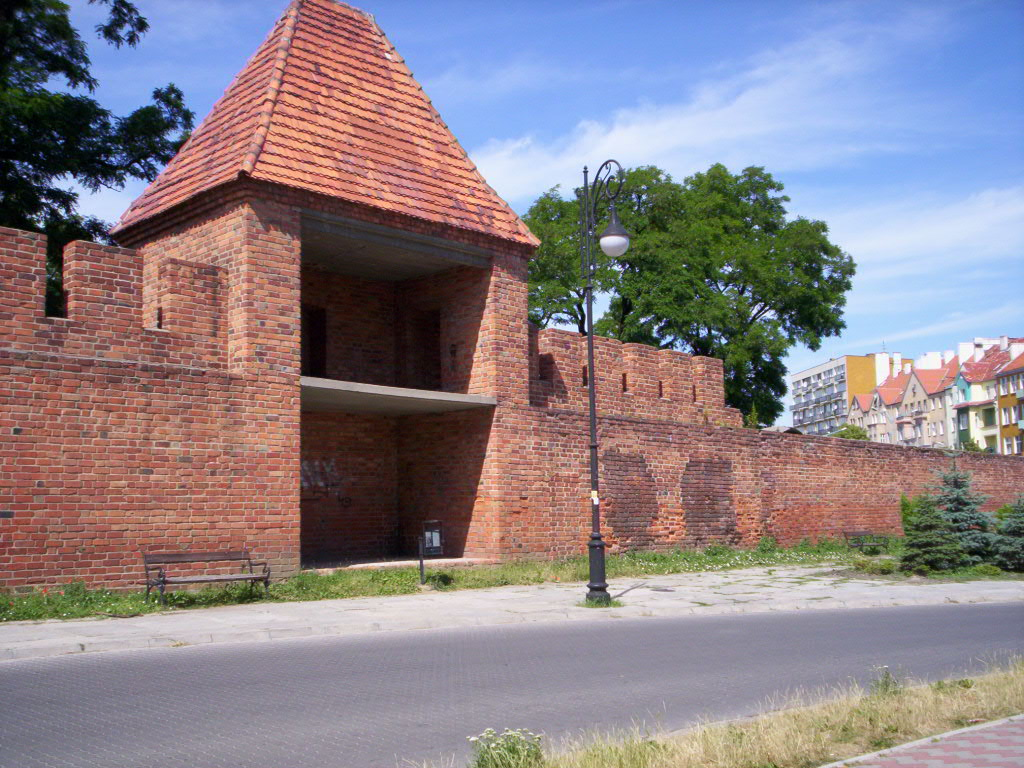
Głogów
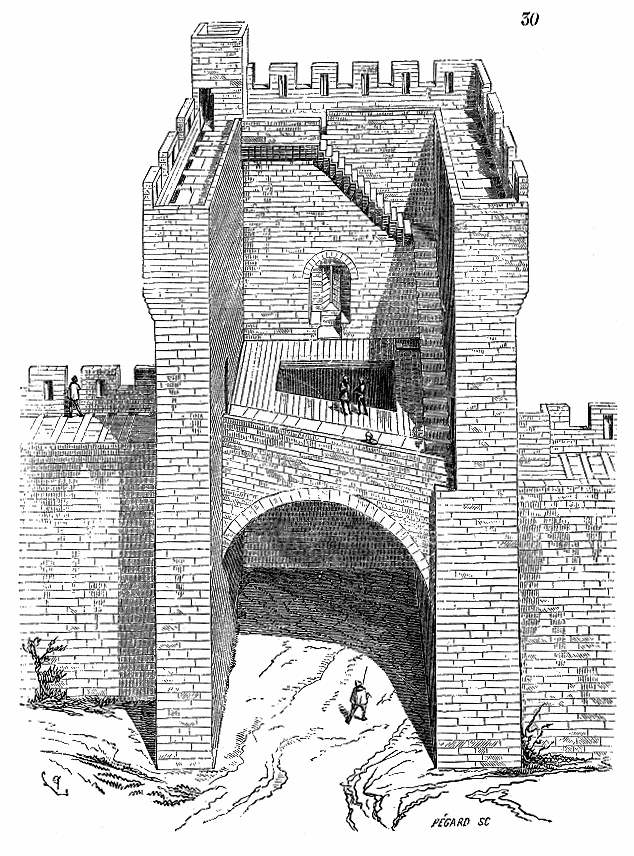
Avignon, Aigues-Mortes